# Saurus

Logo de Saurus

Saurus (ザウルス) est une entreprise japonaise[Où ?][Quand ?] défunte[Quand ?], qui exerce son activité dans de domaine du développement de jeu vidéo d'arcade sur une période étalée de 1995 à 1997,,.

## Description
L'entreprise a développé des jeux essentiellement pour le Neo-Geo MVS, certains jeux ont été portés sur console (Neo-Geo CD, Saturn, PlayStation).

## Liste de jeux
- Quiz King of Fighters (1995)
- Stakes Winner (1995)
- Ironclad Brikinger Chotetsu (1996)
- Pleasure Goal: 5on5 Mini Soccer (1996)
- Ragnagard (Shin-Oh-Ken) (1996)
- Stakes Winner 2 (1996)
- Shock Troopers (1997)
- The Irritating Maze (1997) avec SNK
- Shock Troopers: 2nd Squad (1998)